# Szinyei Merse Jenő
Szinyei Merse Jenő (Budapest, 1888. december 7. – Budapest, 1957. szeptember 8.) politikus, miniszter.

## Életútja
A budapesti gyakorló főgimnáziumban tett érettségi vizsgát 1906-ban. Felsőfokú tanulmányait a budapesti egyetemen végezte, ahol 1911-ben szerzett jogi és államtudományi doktori oklevelet. 
Harcolt az első világháborúban, az 1. huszárezredben az orosz és az olasz harctereken szolgált. 1918-ban repülőtiszt volt, s főhadnagyi rangban szerelt le. 1918-ban császári és királyi kamarássá nevezték ki. Még ebben az évben a vallás- és közoktatásügyi minisztériumnál állt munkába, december 31-étől miniszteri titkár volt, 1922-től pedig az elnöki osztályon a személyzeti ügyek előadója, valamint a minisztérium költségvetési referense. 
1925. március 1-től gróf Klebelsberg Kuno miniszter személyi titkára volt, októbertől miniszteri osztálytanácsosi, 1926-tól pedig közalapítványi igazgatóként működött. Országgyűlési képviselő is volt 1926-ban és 1935-ben, amikor egységes párti programmal a hatvani választókerületet képviselte, s 1939-ben újraválasztották a Magyar Élet Pártja programjával. A vallás- és közoktatásügyi tárca költségvetésének négy esztendeig volt előadója, majd 1936-ban a Nemzeti Egység Pártja ügyvezető alelnöke lett. 
1938. december 7-én megválasztották a képviselőház második alelnökévé, 1939. november 9. és 1942. július 7. között első alelnöke volt. 1942. július 3. és 1944. március 22. között vallás- és közoktatásügyi miniszter a Kállay-kormányban. 1944-től a Szent István Akadémia II. osztályának tiszteleti tagja volt.

## Művei
- Megemlékezés gr. Klebelsberg Kunóról. Szeged, 1942 (Klny. M. Lélek)
- Közoktatásunk iránya. Szeged, 1944 (Klny. B. Szle)